# مونستر (تگزاس)
مونستر، تگزاس(به انگلیسی: Muenster, Texas) شهری در ایالت تگزاس از ایالات جنوبی ایالات متحده آمریکا است. در سرشماری سال ۲۰۰۰، جمعیت این شهر ۱۵۵۶ نفر اعلام شد.